# Pseudomastinocerus costaricanus
Pseudomastinocerus costaricanus är en skalbaggsart som beskrevs av Wittmer 1988. Pseudomastinocerus costaricanus ingår i släktet Pseudomastinocerus och familjen Phengodidae. Inga underarter finns listade i Catalogue of Life.